# 自由、社会主义和革命
自由、社会主义和革命（葡萄牙語：Liberdade, Socialismo e Revolução）是巴西的一个托洛茨基主义组织。该组织成立于2009年。该组织的意识形态是社会主义、马克思主义、托洛茨基主义。该组织的政治立场是极左翼。该组织出版报纸《社会主义攻势》。该组织是国际社会主义替代的支部。该组织在社会主义和自由党内部活动，作为其政治派系。